# Studio Tarara
Studio Tarara is een Vlaamse tragikomische televisieserie, naar een idee van Tim Van Aelst, geregisseerd door Wim Geudens.  De reeks werd gemaakt door productiehuis Shelter voor de commerciële zender VTM. De serie werd uitgezonden op VTM vanaf 12 februari 2019.
Tijdens deze reeks wordt de kijker mee teruggenomen naar de beginjaren van VTM. De reeks speelt zich af in 1993. Referenties naar Rad Van Fortuin en Tien om te Zien zijn nooit ver weg.

## Verhaal
13 augustus 1993. Na de opnames van de populaire televisiesketchshow Studio Tarara, is een van de medewerkers vanaf het dak van de studio te pletter gestort. De politie ondervraagt de crewleden en krijgt gaandeweg een beeld van de intriges die achter de schermen hebben plaatsgevonden.

## Rolverdeling
| Acteur               | Personage              | Opmerkingen                         |
| -------------------- | ---------------------- | ----------------------------------- |
| Koen De Graeve       | Rik "Ricky" Bolsens    | Acteur                              |
| Ruth Beeckmans       | Sandra Verbeeck        | Actrice                             |
| Peter Van den Begin  | Jean Van Hoof          | Acteur                              |
| Janne Desmet         | Christine De Wolf      | Producer                            |
| Geert Van Rampelberg | Patrick Willems        | Publieksopwarmer                    |
| Frances Lefebure     | Roxanne Smidts         | Bordjesmeisje Rad van Fortuin       |
| Charlotte Timmers    | Kim Staelens           | Haartooi en make up                 |
| Jonas Vermeulen      | Glenn Borkelmans       | Regie-assistent                     |
| Lauren Versnick      | Barbara "Babs" Degryse | Kleedster                           |
| Boris Van Severen    | Pascal                 | Agent                               |
| Kenneth Cardon       | Johan                  | Superfan                            |
| Tuur Roels           | Tony                   | Lichtman                            |
| Jolan De Bouw        | Dennis                 | Decorman                            |
| Erwin Slegers        | André                  | Technieker                          |
| Bart Kaëll           |                        | Zichzelf                            |
| Luc Appermont        |                        | Zichzelf                            |
| Willy Sommers        |                        | Zichzelf                            |
| Anne De Baetzelier   |                        | Zichzelf                            |
| Bruno Vanden Broecke | Marc                   | Psycholoog                          |
| Elke Dom             | Nuyts                  | Commissaris                         |
| Jens Dendoncker      |                        | Barman                              |
| Olga Leyers          |                        | Achtergronddanseres Tien Om Te Zien |
| Laura Tesoro         |                        | Achtergronddanseres Tien Om Te Zien |
| François Breyssem    |                        | Bezoeker in het publiek             |
| Thomas De Wit        |                        | Producer Rad van Fortuin            |

## Afleveringen
| Nr. | Titel | Regie                      | Scenario                    | Kijkcijfers (live) | Uitzenddatum     |  |
| --- | ----- | -------------------------- | --------------------------- | ------------------ | ---------------- |  |
| 1 + 2 |       | Tim Van Aelst, Wim Geudens | Tim Van Aelst, David Vennix | 561.365            | 12 februari 2019 |  |
| 23 april 1993. De kijkcijfers van de populaire sketchshow Studio Tarara pieken. De verjaardag van kleedster Babs is aanleiding voor alweer een wild feestje met de hele productieploeg. Maar al snel loopt het helemaal uit de hand. 2 mei 1993. Ricky wordt tijdelijk vervangen door de populaire komiek Jean Van Hoof. Deze laatste stelt voor om een Studio Tarara-marathonuitzending op poten te zetten ten voordele van Levenslijn, een actie die kankeronderzoek ondersteunt. |       |                            |                             |                    |                  |  |
| 3 |       | Tim Van Aelst, Wim Geudens | Tim Van Aelst, David Vennix | 489.532            | 19 februari 2019 |  |
| 11 mei 1993. Een verliefde Ricky ontdekt waarom Roxanne ontslagen werd bij Rad van Fortuin. Na Babs krijgt nu ook Sandra af te rekenen met de duistere kant van Jean. |       |                            |                             |                    |                  |  |
| 4 |       | Tim Van Aelst, Wim Geudens | Tim Van Aelst, David Vennix | 507.823            | 26 februari 2019 |  |
| 13 juni 1993. Christine wil dat Ricky optreedt in Tien om te Zien met een remix van de Studio Tarara-tune. Op de dag van de opname krijgt Ricky echter plankenkoorts en vervalt hij terug in zijn oude gewoontes. |       |                            |                             |                    |                  |  |
| 5 |       | Tim Van Aelst, Wim Geudens | Tim Van Aelst, David Vennix | 424.984            | 5 maart 2019     |  |
| 28 juni 1993. Patrick is tot over zijn oren verliefd op Sandra, maar die heeft het daar moeilijk mee. Roxanne en Ricky groeien verder naar elkaar toe, en zij besluit hem het volledige verhaal achter haar ontslag te vertellen. Daardoor is Ricky zo zwaar onder de indruk dat hij een fatale fout begaat. |       |                            |                             |                    |                  |  |
| 6 |       | Tim Van Aelst, Wim Geudens | Tim Van Aelst, David Vennix | 487.982            | 12 maart 2019    |  |
| 1 juli 1993. De hele ploeg is van slag door wat er met Ricky en Roxanne gebeurd is. Christine kan niet anders dan Jean opnieuw als vervanger van Ricky in te schakelen, maar Sandra is daar allesbehalve gelukkig mee. Patrick kan de breuk met Sandra maar niet verwerken. |       |                            |                             |                    |                  |  |
| 7 |       | Tim Van Aelst, Wim Geudens | Tim Van Aelst, David Vennix | 403.309            | 19 maart 2019    |  |
| 12 augustus 1993. Nu Ricky in de ontwenningskliniek zit en Jean opnieuw deel uitmaakt van de cast, is het alle hens aan dek voor de marathonuitzending voor Levenslijn. Zelfs Babs zal in enkele sketches te zien zijn. |       |                            |                             |                    |                  |  |
| 8 |       | Tim Van Aelst, Wim Geudens | Tim Van Aelst, David Vennix | 491.886            | 26 maart 2019    |  |
| 13 augustus 1993. Tijdens de marathontuitzending lopen de spanningen in de coulissen verder op, tot ze een triest hoogtepunt bereiken dat eindigt in een tragisch overlijden. De zaak wordt geklasseerd als een zelfmoord, maar agent Pascal die belast is met het uittypen van de video's van de ondervragingen ontdekt een verontrustende tegenstrijdigheid in de getuigenissen.                                                                                                  |       |                            |                             |                    |                  |  |

## Soundtrack
Het nummer Ja, Tarara, de song die Koen De Graeve bracht in de reeks, werd uitgebracht op single onder de naam van zijn personage Ricky Bolero.

## Trivia
- Het decor van het Rad van Fortuin werd volledig opnieuw nagebouwd voor deze reeks, nadat het originele decor zoek was geraakt.  Uiteindelijk bleek dat het originele rad werd verkocht na het faillissement van het productiehuis dat destijds het spelprogramma opnam.[3]
- Enkele personages hebben een achternaam die verwijst naar een Rode Duivel uit de jaren '90: Lorenzo Staelens (Kim), Marc Degryse (Babs), Vital Borkelmans (Glenn), Rudy Smidts (Roxanne), Michel De Wolf (Christine).
- In het VTM archief is er weinig of niets bewaard gebleven uit de beginperiode van de zender.  Om zoveel mogelijk details juist te krijgen moesten de makers zelfs via tweedehandssites op zoek naar spullen uit die tijd.[4]

## Awards
De reeks werd geselecteerd voor het internationale Canneseries dat plaatsvond in april 2019, maar kon geen prijs in de wacht slepen.
Op het World Media Festival in het Duitse Hamburg heeft de reeks in 2019 een Gold Award gewonnen in de categorie miniserie. Daardoor maakte de reeks ook kans op de overkoepelende Grand Award in de categorie entertainment. Die ging echter naar Make Belgium Great Again, ook een VTM-productie.
In juni 2019 heeft de reeks op het Berlin International TV Series Festival de award gewonnen in de categorie Best Series. Acteur Koen De Graeve won op datzelfde festival de individuele award in de categorie Best Performance.
In het voorjaar van 2019 won de reeks ook al de Bronze World Medal in de categorie Entertainment Program - Drama op de New York Festivals TV & Film Awards.

## Spin-off

### Studio Tarara: De Sketchshow
Alle sketches die in het seizoen van Studio Tarara te zien waren, werden verzameld in deze tweedelige reeks. Het werd uitgezonden op woensdag 20 maart en woensdag 27 maart 2019.
| Nr. | Titel | Regie | Scenario | Kijkcijfers (live) | Uitzenddatum  |  |
| --- | ----- | ----- | -------- | ------------------ | ------------- |  |
| 1 |       |       |          | 417.714            | 20 maart 2019 |  |
| Een jongetje vindt op zolder een oude videocassette getiteld "Studio Tarara: de beste sketches van seizoen 1" |       |       |          |                    |               |  |
| 2 |       |       |          | 379.713            | 27 maart 2019 |  |
| Een jongetje vindt op zolder een oude videocassette getiteld "Studio Tarara: de beste sketches van seizoen 1" |       |       |          |                    |               |  |